# جک پنیک
جک پنیک (انگلیسی: Jack Pennick؛ ۷ دسامبر ۱۸۹۵ – ۱۶ اوت ۱۹۶۴) یک هنرپیشه اهل ایالات متحده آمریکا بود.
از فیلم‌ها یا برنامه‌های تلویزیونی که وی در آن نقش داشته است می‌توان به دلیجان، سه پدرخوانده، مردی که لیبرتی والانس را کشت، دژ آپاچی، او یک روبان زرد زد، آلامو، طبل‌ها با چرخش پا و سواره‌نظام اشاره کرد.